# Landgericht Luxemburg
Das Landgericht Luxemburg war während der deutschen Besatzung 1940 bis 1944 ein deutsches Landgericht mit Sitz in Luxemburg.

## Geschichte
Im Großherzogtum Luxemburg bestanden zwei Distriktgerichte (Distriktgericht Luxemburg und Distriktgericht Diekirch) und darunter 12 Friedensgerichte. Mit der deutschen Besetzung Luxemburgs im Jahr 1940 wurden die Distriktgerichte in Landgerichte und die Friedensgerichte in Amtsgerichte umgewandelt. Im CdZ-Gebiet Luxemburg wurden dann die beiden Landgerichte im Landgericht Luxemburg zusammengefasst und das Landgericht Diekirch aufgelöst.  Am Landgericht Luxemburg wurde ein Senat mit der Funktion eines Oberlandesgerichtes gebildet. Zu der vorgesehenen Integration der Luxemburger Gerichtsorganisation in die des Reiches kam es nicht mehr.
Nach der Befreiung Luxemburgs im Oktober 1944 wurde die alte Gerichtsorganisation wieder hergestellt.
| Amtsgericht                     | Kanton                     |
| ------------------------------- | -------------------------- |
| Amtsgericht Capellen            | Kanton Capellen            |
| Amtsgericht Esch an der Alzette | Kanton Esch an der Alzette |
| Amtsgericht Luxemburg           | Kanton Luxemburg           |
| Amtsgericht Mersch              | Kanton Mersch              |
| Amtsgericht Clerf               | Kanton Clerf               |
| Amtsgericht Diekirch            | Kanton Diekirch            |
| Amtsgericht Redingen            | Kanton Redingen            |
| Amtsgericht Vianden             | Kanton Vianden             |
| Amtsgericht Wiltz               | Kanton Wiltz               |
| Amtsgericht Echternach          | Kanton Echternach          |
| Amtsgericht Grevenmacher        | Kanton Grevenmacher        |
| Amtsgericht Remich              | Kanton Remich              |

## Richter
Gerichtspräsident war 1941–1944 Müller.